# Galassia 2
Galassia 2 è stato un programma televisivo italiano di varietà e illusionismo, in onda sulla Rete 2 dal 18 settembre 1983 la domenica sera alle 20:40 per nove settimane.
Autori della trasmissione furono Gianni Boncompagni (anche regista) e Giancarlo Magalli.

## Il programma
Il varietà, dall'impronta dinamica e fortemente scenografica, nel tipico stile di Boncompagni, non ha un vero e proprio conduttore, ma solo una voce fuori campo, quella di Antonio De Robertis, che introduce gli ospiti, i quali scendono da una grande astronave. Il programma, ricco di gag, balletti (coreografati da Don Lurio), ospiti in studio, numeri di magia e circensi, vede il debutto in RAI di una giovane Alba Parietti.
Lo studio si avvale di scenografie suggestive e ricercate per l'epoca, realizzate da Luciano Del Greco, che sottolineano il susseguirsi delle situazioni.
Il programma non incontrò i favori del pubblico e fu generalmente ricordato come un flop.

## Cast tecnico
- Regia: Gianni Boncompagni
- Autori: Gianni Boncompagni, Giancarlo Magalli
- Scenografia: Luciano Del Greco
- Costumi: Corrado Colabucci
- Coreografie: Don Lurio
- Direzione musicale: Paolo Ormi